# Ligier JS5
La Ligier JS5 è stata la prima Formula Uno prodotta da Ligier. La vettura è stata progettata da Gérard Ducarouge. Ha gareggiato nella stagione di Formula Uno 1976, guadagnando 20 punti e ottenendo il 5º posto assoluto nel Campionato Costruttori. La vettura, condotta da Jacques Laffite, ha ottenuto la pole position al Gran Premio d'Italia 1976 a Monza. I migliori risultati sono stati un secondo posto ottenuto nel Gran premio d'Austria due terzi posti ottenuti proprio a Monza e nel Gran premio del Belgio. La macchina montava motore Matra.

## Risultati completi
| Anno | Team          | Motore     | Gomme | Piloti  |     |     |   |    |   |     |   |    |     |     |   |     |   |     |     |   | Punti | Pos. |
| ---- | ------------- | ---------- | ----- | ------- | --- | --- | - | -- | - | --- | - | -- | --- | --- | - | --- | - | --- | --- | - | ----- | ---- |
| 1976 | Équipe Ligier | Matra MS73 | G     | Laffite | Rit | Rit | 4 | 12 | 3 | 12* | 4 | 14 | Rit | Rit | 2 | Rit | 3 | Rit | Rit | 7 | 20    | 5º   |

| Legenda | 1º posto     | 2º posto | 3º posto    | A punti         | Senza punti/Non class.  | Grassetto – Pole position Corsivo – Giro più veloce |
| Legenda | Squalificato | Ritirato | Non partito | Non qualificato | Solo prove/Terzo pilota | Grassetto – Pole position Corsivo – Giro più veloce |

(*) Indica quei piloti che non hanno terminato la gara ma sono ugualmente classificati avendo coperto, come previsto dal regolamento, almeno il 90% della distanza totale.